# Coucou présageur
Scythrops novaehollandiae
Genre
Espèce
Statut de conservation UICN

 LC  : Préoccupation mineure
Le Coucou présageur (Scythrops novaehollandiae) est une espèce d'oiseau de la famille des Cuculidae. C'est le seul représentant du genre Scythrops.

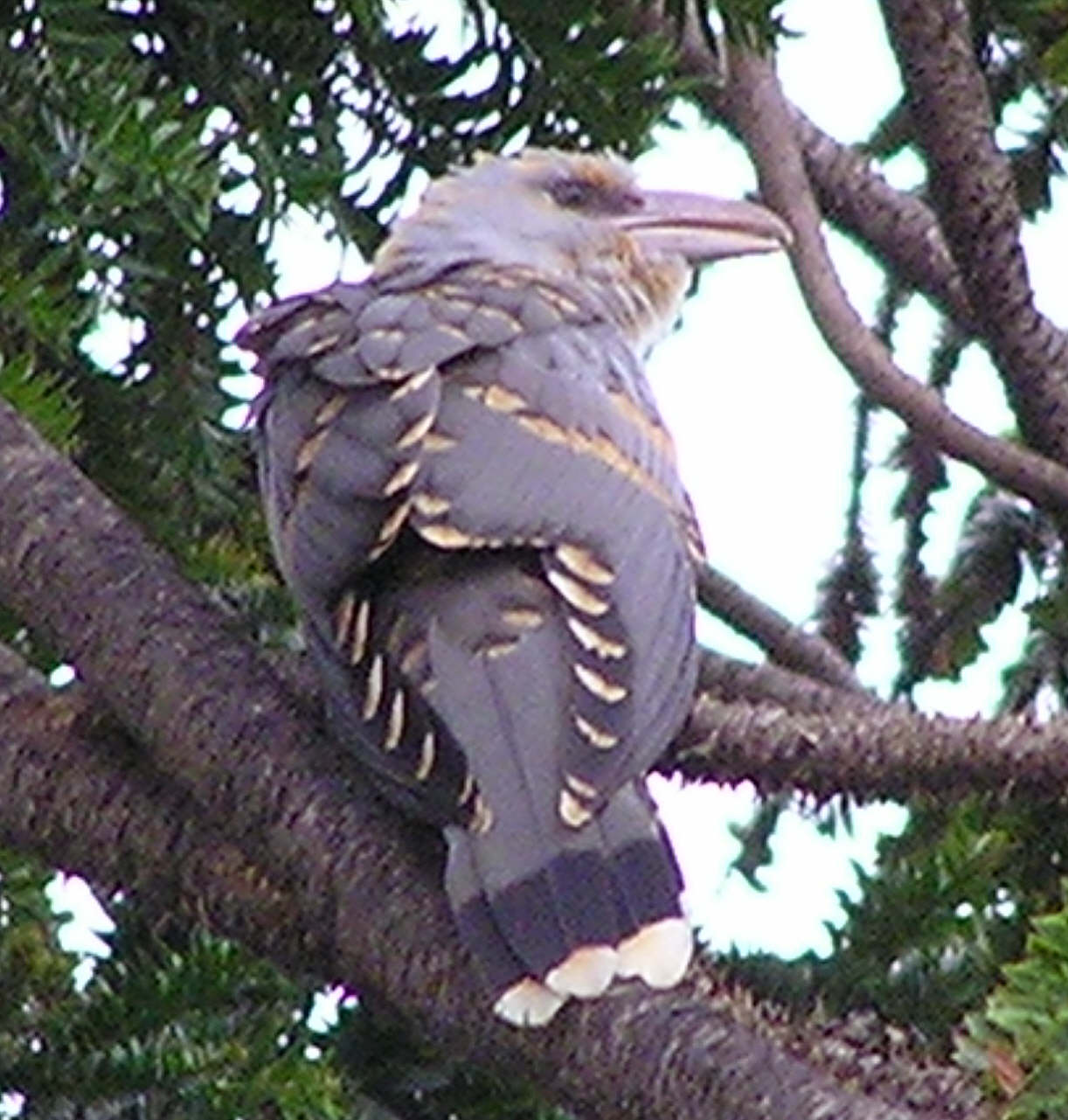
Oiseau juvénile.

## Mensurations
C'est le plus grand coucou, mesurant 60 cm pour environ 610 g (mâles : 604 g, femelles : 623 g).

## Alimentation
Il se nourrit de fruits et d'insectes, particulièrement de figues, de phasmes, de locustes et de scarabées.

## Habitat et répartition
Il fréquente la canopée de bordure ou de rivage. Son aire s'étend sur le nord et l'est de l'Australie, les Moluques et la Nouvelle-Guinée. Il est erratique en Nouvelle-Calédonie et en Nouvelle-Zélande.

## Sous-espèces
D'après Alan P. Peterson, il en existe 3 sous-espèces :
- Scythrops novaehollandiae fordi (I.J. Mason, 1996)
- Scythrops novaehollandiae novaehollandiae (Latham, 1790)
- Scythrops novaehollandiae schoddei (I.J. Mason, 1996)